# Evaristo Pascoal Spengler
Evaristo Pascoal Spengler, OFM (Gaspar, 29 de março de 1959) é um bispo católico brasileiro, bispo de Roraima.

## Biografia
Ingressou no Seminário Santo Antônio, em Agudos, aos 15 anos. Cursou Filosofia e Teologia no Instituto Franciscano de Petrópolis. Possui especialização em Bíblia e pós-graduação em Teologia Bíblica pelo Studium Biblicum Franciscanum, em Jerusalém.[carece de fontes?]
Realizou a profissão solene na Ordem dos Frades Menores de 2 de agosto de 1982, na Diocese de Petrópolis. Foi ordenado diácono em 21 de novembro de 1982 e presbítero, no dia 19 de maio de 1984.
Na trajetória sacerdotal, atuou como vigário nas paróquias Sagrado Coração de Jesus, em Petrópolis (1984-1985); Nossa Senhora do Pilar, em Duque de Caxias (1985-1991); Nossa Senhora da Conceição, na diocese de Nova Iguaçu (1995-1996). No período de 2001 a 2010, esteve em missão em Angola. Foi presidente da Fundação Imaculada Mãe de Deus de Angola (2003-2006). Exerceu a função de vice-mestre de estudantes de Teologia em Imbariê, Duque de Caxias (2013-2015) e definidor da Província Franciscana da Imaculada Conceição do Brasil (Ordem dos Frades Menores) (2012-2015). Em 2016 foi eleito vigário provincial da mesma Província.[carece de fontes?]
De origem alemã, é primo em 2° grau do cardeal Jaime Spengler, O.F.M..

## Episcopado
Em 1 de junho de 2016, o papa Francisco o nomeou bispo prelado da Prelazia de Marajó, sucedendo a Dom Frei José Luis Azcona Hermoso, que renunciou. O bispo ordenante principal foi o seu confrade Dom Leonardo Ulrich Steiner sendo os outros dois ordenantes Dom Alberto Taveira Corrêa (Arcebispo de Belém) e Dom Mauro Morelli (Bispo Emérito de Duque de Caxias).
Em 25 de janeiro de 2023, o Papa Francisco o transferiu para a Diocese de Roraima, que estava vacante desde a nomeação de Mário Antônio da Silva, para ser Arcebispo de Cuiabá.